# Llista de monuments de Coll de Nargó
Llista de monuments inclosos en l'Inventari del Patrimoni Arquitectònic Català per al municipi de Coll de Nargó (Alt Urgell). Inclou els inscrits en el Registre de Béns Culturals d'Interès Nacional (BCIN) amb la classificació de monuments històrics, els Béns Culturals d'Interès Local (BCIL) de caràcter immoble i la resta de béns arquitectònics integrants del patrimoni cultural català.
| Monument                                                             | Protecció       | Estil/època                   | Localització                                                           | Coordenades                                          | Codi?         | Imatge |
| -------------------------------------------------------------------- | --------------- | ----------------------------- | ---------------------------------------------------------------------- | ---------------------------------------------------- | ------------- | --- |
| Església de Sant Climent                                             | BCIN 107-MH     | Preromànic, romànic X, XI-XII | Coll de Nargó                                                          | 42° 10′ 18″ N, 1° 18′ 47″ E / 42.171608°N,1.313188°E | RI-51-0001202 | Església de Sant Climent (Coll de Nargó) · Vegeu més fotos d'aquest monument · Carregueu una nova foto d'aquest monument                               |
| Castell de Montanissell                                              | BCIN 692-MH     | Obra popular Medieval         | Coll de Nargó                                                          | 42° 11′ 41″ N, 1° 15′ 23″ E / 42.194735°N,1.256300°E | RI-51-0006312 | Castell de Montanissell (Coll de Nargó) · Vegeu més fotos d'aquest monument · Carregueu una nova foto d'aquest monument                                |
| Castell de Valldarques                                               | BCIN 693-MH     | Romànic XI-XII                | Coll de Nargó                                                          | 42° 08′ 41″ N, 1° 14′ 06″ E / 42.144612°N,1.235072°E | RI-51-0006313 | Castell de Valldarques (Coll de Nargó) · Vegeu més fotos d'aquest monument · Carregueu una nova foto d'aquest monument                                 |
| Muralles de Coll de Nargó                                            | BCIN 4056-MH-ZA | Obra popular Medieval         | Coll de Nargó                                                          | 42° 10′ 30″ N, 1° 19′ 02″ E / 42.175129°N,1.317278°E | IPA-15528     | Muralles de Coll de Nargó · Vegeu més fotos d'aquest monument · Carregueu una nova foto d'aquest monument                                              |
| Església parroquial de Sant Romà de Valldarques                      | BCIL 2005       | Romànic XII                   | Coll de Nargó                                                          | 42° 09′ 00″ N, 1° 13′ 35″ E / 42.150129°N,1.226459°E | IPA-15515     | Església parroquial de Sant Romà de Valldarques (Coll de Nargó) · Vegeu més fotos d'aquest monument · Carregueu una nova foto d'aquest monument        |
| Església parroquial de Sant Climent de Nargó Nou                     | BCIL 2004       | Obra popular XVIII            | Coll de Nargó                                                          | 42° 10′ 28″ N, 1° 18′ 57″ E / 42.174527°N,1.315844°E | IPA-15516     | Església parroquial de Sant Climent de Nargó Nou (Coll de Nargó) · Vegeu més fotos d'aquest monument · Carregueu una nova foto d'aquest monument       |
| Església de Sant Miquel de les Masies de Nargó                       | BCIL 2005       | Romànic XII                   | Coll de Nargó Les Masies de Nargó                                      | 42° 09′ 31″ N, 1° 18′ 06″ E / 42.158594°N,1.301717°E | IPA-15517     | Carregueu una nova foto d'aquest monument |
| Església parroquial de Sant Joan de Montanissell                     | BCIL 2005       | Romànic XII                   | Coll de Nargó Montanissell                                             | 42° 11′ 57″ N, 1° 14′ 55″ E / 42.199289°N,1.248497°E | IPA-15518     | Església parroquial de Sant Joan de Montanissell (Coll de Nargó) · Vegeu més fotos d'aquest monument · Carregueu una nova foto d'aquest monument       |
| Església de Sant Maximí de Sallent, Sant Andreu de Sallent d'Organyà | BCIL 2005       | Romànic XII                   | Coll de Nargó Sallent d'Organyà                                        | 42° 10′ 55″ N, 1° 13′ 01″ E / 42.181895°N,1.216992°E | IPA-15519     | Església de Sant Maximí de Sallent (Coll de Nargó) · Vegeu més fotos d'aquest monument · Carregueu una nova foto d'aquest monument                     |
| Església parroquial de Sant Sadurní de Gavarra, Sant Serni de Gavara | BCIL 2004       | Romànic XII, XVII-XVIII       | Coll de Nargó Gavarra                                                  | 42° 06′ 16″ N, 1° 11′ 44″ E / 42.104334°N,1.195690°E | IPA-15520     | Església parroquial de Sant Sadurní de Gavarra (Coll de Nargó) · Vegeu més fotos d'aquest monument · Carregueu una nova foto d'aquest monument         |
| Capella de Sant Martí de la Plana                                    | BCIL 2005       | Romànic XII                   | Coll de Nargó                                                          | 42° 09′ 35″ N, 1° 15′ 03″ E / 42.159692°N,1.250697°E | IPA-15521     | Capella de Sant Martí de la Plana (Coll de Nargó) · Vegeu més fotos d'aquest monument · Carregueu una nova foto d'aquest monument                      |
| Església parroquial de Santa Maria de Remolins                       |                 | Romànic XII                   | Coll de Nargó Valldarques                                              | 42° 08′ 30″ N, 1° 14′ 07″ E / 42.141587°N,1.235216°E | IPA-15522     | Església parroquial de Santa Maria de Remolins (Coll de Nargó) · Vegeu més fotos d'aquest monument · Carregueu una nova foto d'aquest monument         |
| Capella de la Mare de Déu del Roser                                  |                 | Obra popular XVII-XVIII       | Coll de Nargó                                                          | 42° 10′ 30″ N, 1° 19′ 00″ E / 42.174924°N,1.316787°E | IPA-15529     | Capella de la Mare de Déu del Roser (Coll de Nargó) · Vegeu més fotos d'aquest monument · Carregueu una nova foto d'aquest monument                    |
| Casa la Pera                                                         |                 | Obra popular                  | Coll de Nargó Sallent d'Organyà                                        | 42° 10′ 48″ N, 1° 12′ 22″ E / 42.179894°N,1.206187°E | IPA-15532     | Carregueu una nova foto d'aquest monument |
| Església parroquial de Sant Salvador                                 |                 | Obra popular                  | Coll de Nargó Sallent d'Organyà                                        | 42° 10′ 44″ N, 1° 13′ 43″ E / 42.178993°N,1.228474°E | IPA-15533     | Església parroquial de Sant Salvador (Coll de Nargó) · Vegeu més fotos d'aquest monument · Carregueu una nova foto d'aquest monument                   |
| Ermita de Sant Jaume del Mas de les Cases                            |                 | Romànic XII                   | Coll de Nargó Les Cases                                                | 42° 10′ 47″ N, 1° 16′ 41″ E / 42.179696°N,1.278183°E | IPA-15535     | Ermita de Sant Jaume del Mas de les Cases (Coll de Nargó) · Vegeu més fotos d'aquest monument · Carregueu una nova foto d'aquest monument              |
| Església parroquial de Sant Miquel de Vila                           |                 | Romànic XII                   | Coll de Nargó Mas dels Vilars                                          | 42° 09′ 28″ N, 1° 12′ 57″ E / 42.157722°N,1.215771°E | IPA-15537     | Carregueu una nova foto d'aquest monument |
| Capella de Sant Joan de Carreu                                       |                 | Romànic XII                   | Coll de Nargó Casa Carreu                                              | 42° 06′ 17″ N, 1° 10′ 39″ E / 42.104623°N,1.177591°E | IPA-15538     | Carregueu una nova foto d'aquest monument |
| Capella de Sant Miquel                                               |                 | Obra popular XIX              | Coll de Nargó Casa Fenollet                                            | 42° 12′ 13″ N, 1° 16′ 46″ E / 42.203718°N,1.279314°E | IPA-15541     | Capella de Sant Miquel (Coll de Nargó) · Vegeu més fotos d'aquest monument · Carregueu una nova foto d'aquest monument                                 |
| Capella de la Mare de Déu de la Providència                          |                 | Obra popular XVII-XVIII       | Coll de Nargó Els Prats                                                | 42° 12′ 32″ N, 1° 11′ 15″ E / 42.208760°N,1.187391°E | IPA-15542     | Carregueu una nova foto d'aquest monument |
| Pont a les Masies                                                    |                 | Obra popular                  | Coll de Nargó Antic camí de la Vall d'Arques, sobre el torrent d'Aubas | 42° 09′ 40″ N, 1° 17′ 20″ E / 42.161045°N,1.288769°E | IPA-15543     | Pont a les Masies (Coll de Nargó) · Vegeu més fotos d'aquest monument · Carregueu una nova foto d'aquest monument                                      |
| Pont al camí de Gavarra                                              |                 | Obra popular XX               | Coll de Nargó Camí carreter de Coll de Nargó a Gavarra                 |                                                      | IPA-15544     | Carregueu una nova foto d'aquest monument |
| Aqüeducte i dos ponts                                                |                 | Obra popular XIX-XX           | Coll de Nargó El pont Nou de la carretera de Coll de Nargó a Isona     | 42° 09′ 46″ N, 1° 16′ 48″ E / 42.16274°N,1.27992°E   | IPA-15545     | Carregueu una nova foto d'aquest monument |
| Església de la Mare de Déu de la Salut de Montanissell               | BCIL 2005       |                               | Coll de Nargó Montanissell                                             | 42° 11′ 41″ N, 1° 15′ 22″ E / 42.194844°N,1.256099°E | IPA-30595     | Església de la Mare de Déu de la Salut de Montanissell (Coll de Nargó) · Vegeu més fotos d'aquest monument · Carregueu una nova foto d'aquest monument |
| Molins de Gavarra, Molí d'Isot                                       |                 | Obra popular XIX              | Coll de Nargó                                                          |                                                      | IPA-43243     | Carregueu una nova foto d'aquest monument |
| Casa de la Teuleria                                                  | BCIL 2005       | Obra popular XIX              | Coll de Nargó Ctra. de la Seu, 1                                       |                                                      | IPA-43250     | Carregueu una nova foto d'aquest monument |
| Pelador de cereal de Cal Bertran de Sallent                          |                 | Obra popular XX               | Coll de Nargó                                                          |                                                      | IPA-43278     | Carregueu una nova foto d'aquest monument |
| Forn de guix de Cal Bertran de Sallent                               |                 | Obra popular                  | Coll de Nargó                                                          |                                                      | IPA-43279     | Carregueu una nova foto d'aquest monument |
| Cal Moliner, Cal Moliner de les Masies                               |                 | Obra popular XIX              | Coll de Nargó Als afores del nucli de les Masies                       | 42° 09′ 54″ N, 1° 17′ 33″ E / 42.16499°N,1.29258°E   | IPA-43289     | Carregueu una nova foto d'aquest monument |
| Molí superior de Cal Fontanet, Molins de Cal Fontanet                |                 | Obra popular XIX              | Coll de Nargó                                                          |                                                      | IPA-43292     | Carregueu una nova foto d'aquest monument |
| Molí inferior de Cal Fontanet, Molins de Cal Fontanet                |                 | Obra popular XIX              | Coll de Nargó                                                          |                                                      | IPA-43293     | Carregueu una nova foto d'aquest monument |
| Forn de calç de Cal Fontanet                                         |                 | Obra popular XIX              | Coll de Nargó                                                          |                                                      | IPA-43294     | Carregueu una nova foto d'aquest monument |
| Molí de Cal Salider                                                  |                 | Obra popular XIX              | Coll de Nargó Riu Sallent                                              |                                                      | IPA-43314     | Carregueu una nova foto d'aquest monument |
| Molins de Solans                                                     |                 | Obra popular XIX              | Coll de Nargó                                                          |                                                      | IPA-43330     | Carregueu una nova foto d'aquest monument |
| Molins de Butxaca, Molí d'Espardenyer                                |                 | Obra popular XIX              | Coll de Nargó Valldarques                                              |                                                      | IPA-43331     | Carregueu una nova foto d'aquest monument |
| Rectoria de Valldarques                                              | BCIL 2021       |                               | Coll de Nargó                                                          |                                                      | IPA-46640     | Carregueu una nova foto d'aquest monument |
| Molí de Cal Bertran                                                  |                 | Obra popular XIX              | Coll de Nargó Riu Sallent                                              |                                                      | IPA-50975     | Carregueu una nova foto d'aquest monument |